# Топелия
Топелия — блок факультетов Хельсинкского университета, расположенный рядом с Сенатской площадью в районе Клууви в квартале Кетту. Топелия граничит с Юнионинкату на востоке, Кирккокату на юге, Фабианинкатуна западе и Метсятало на севере. В квартале Топелиа расположены кафедры и институты гуманитарного факультета.

## История Топелии

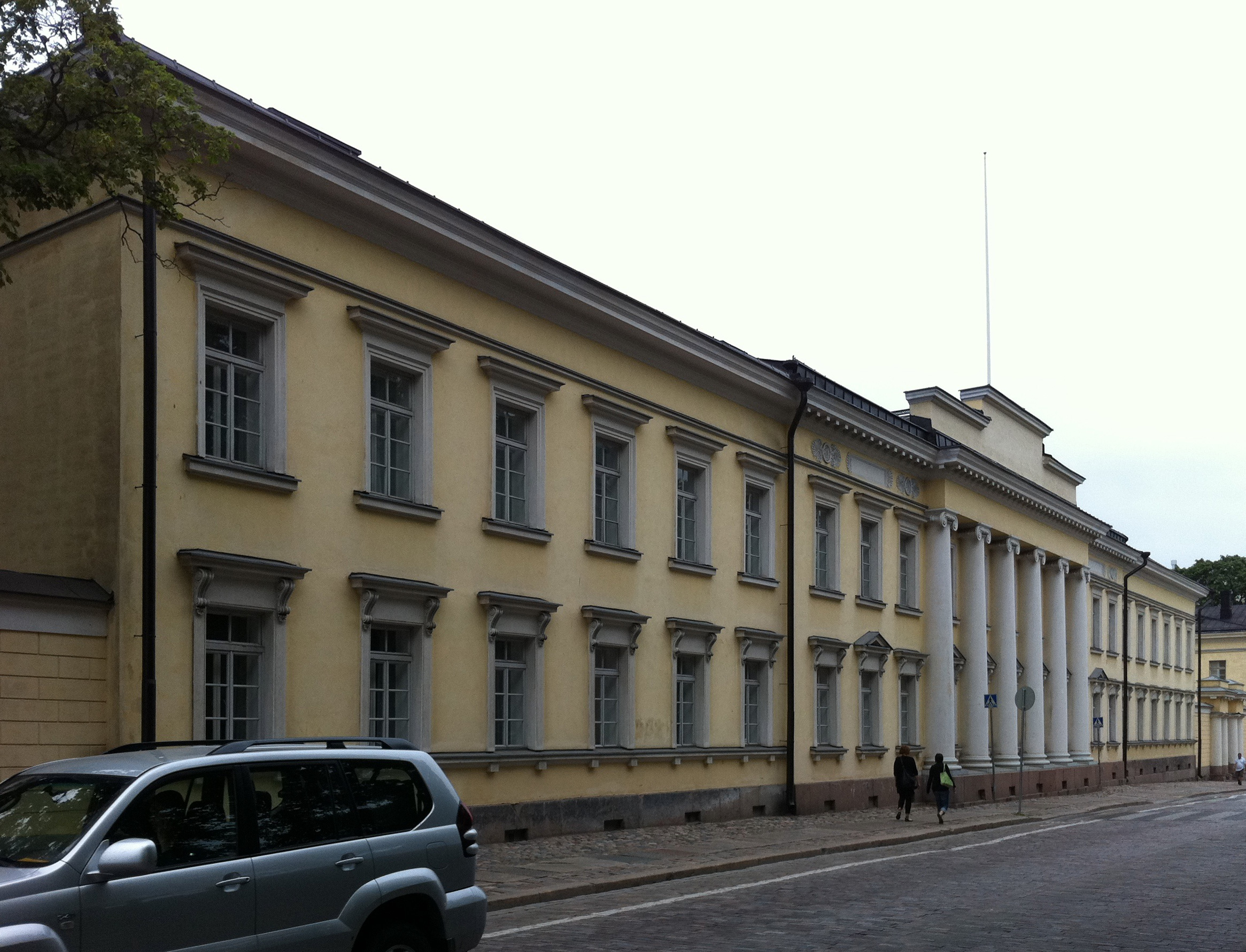
Главный корпус кантональной школы

Самые старые постройки квартала Топелия были построены в 1820-х годах. Изначально в них размещалась кантональная школа или военный интернат, где детей-сирот готовили к службе в российской армии. Главное здание и две хозяйственные постройки кантонической школы были построены вдоль Юнионинкату в 1821—1830 годах; студенческое общежитие было размещено в главном корпусе, жилые помещения для персонала в южной пристройке, а учебные помещения в северной пристройке.
Строительным проектом руководил Карл Людвиг Энгель, но его архитектурный вклад, очевидно, ограничивался дизайном фасада строительной группы на Юнионинкату. Фасады, украшенные колоннами главного корпуса и хозяйственных построек, гармонируют с университетской библиотекой и главным корпусом на той же улице и составляют единое целое.
Кантональная школа уже в 1832 году была преобразована в русский военный госпиталь.
В 1850-х и 1860-х годах на северной, южной и западной сторонах участка были построены многочисленные каменные постройки, которые позже несколько раз расширялись и перестраивались, так что ранее открытый участок в конечном итоге превратился в закрытый квартал .
Внутри главного корпуса построили православный госпитальный храм, а на крыше над парадным входом возвышалась небольшая колокольня (сегодня шатер снят, а бывшая церковь служит лекционным залом).
Работа военного госпиталя прекратилась после обретения Финляндией независимости, а в 1918 году его помещения были переданы Университетской центральной больнице, отделение внутренней медицины которой действовало в блоке до 1995 года. За время работы в больнице в блоке были произведены многочисленные ремонты и перепланировки, в том числе довольно грубый ремонт в 1975—1980 годах.
После того, как здание прекратили использовать в качестве, блок был отремонтирован для использования факультетом гуманитарных наук Хельсинкского университета.
Название здание получило в 1998 в честь Сакариаса Топелиуса, бывшего ректора университета и профессора истории Финляндии.
Здания становится фоном для рождественских световых инсталляций.

## Учреждения Топелии

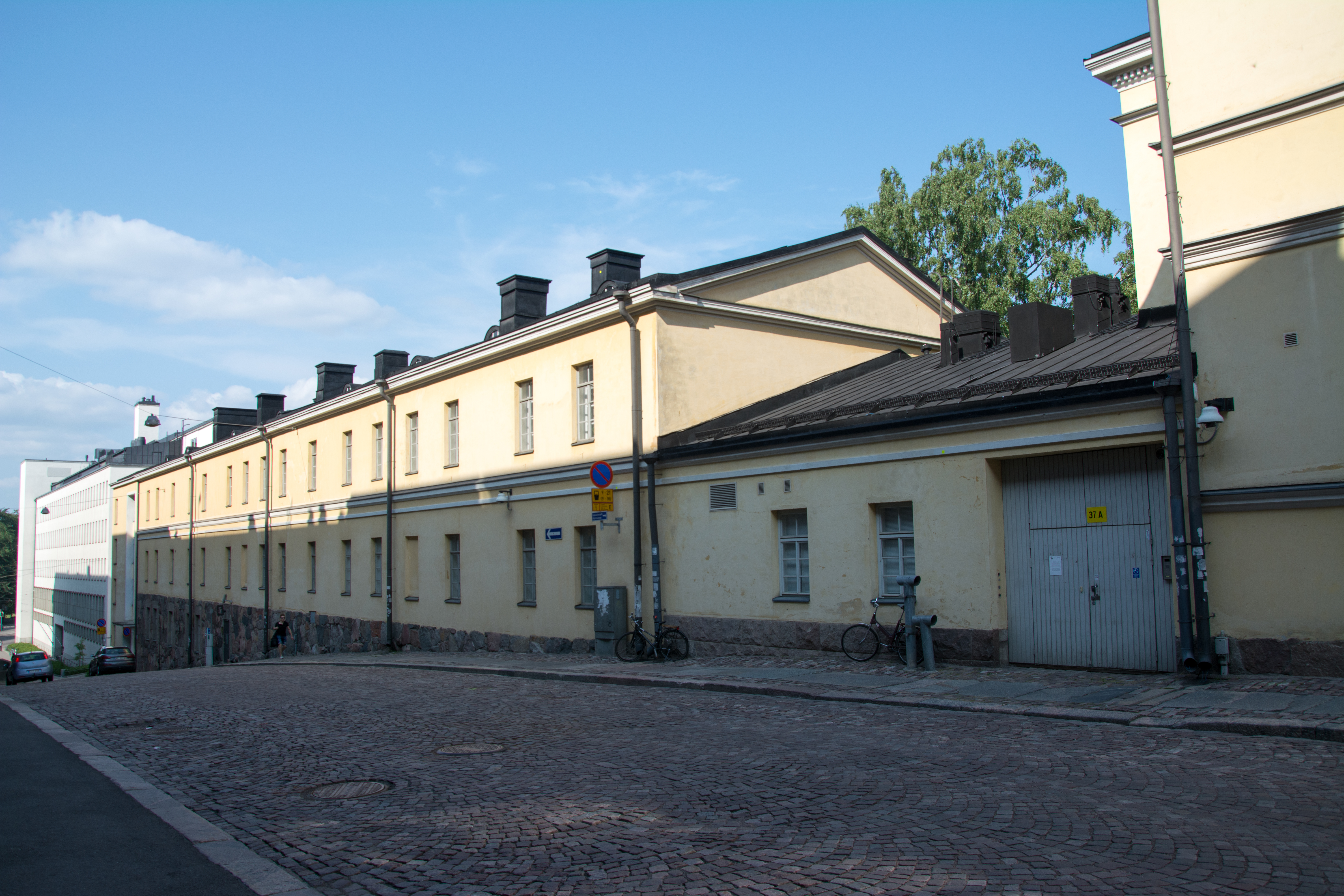
Здания Топелии от Фабианинкату сфотографированы у входа в университетскую библиотеку.

В зданиях Топелии в настоящее время работают многочисленные учреждения и институты в области истории и культуры:
- Кафедра философии, истории, культуры и искусствоведения (предметы истории, археология, фольклор, этнология, морская история, музеология, гендерные исследования)
- Департамент мировых культур (азиатские и африканские языки и культуры, региональные и культурологические исследования, религиоведение)
- Кафедра современных языков (иберо-романские языки)

Все кафедры принадлежат гуманитарному факультету.
Объект гендерных исследований ранее действовал как собственный Институт Кристиины , а региональные и культурологические исследования — как Институт Ренвалля . Структура кафедр гуманитарного факультета была реформирована в 2010 году, когда кафедры были объединены. Тогда зародились упомянутые выше кафедры философии, истории, культуры и искусства, мировых культур и современных языков.